# 秘密日记
秘密日记（英語：Diary）是来自美国灵魂乐歌手艾莉西亚·凯斯第二张录音室专辑《琴韵心声》的歌曲。由艾丽西亚与Kerry Brothers共同创作，美国组合Tony! Toni! Toné也为此歌献声，这首歌曲作为琴韵心声三首打榜单曲发行。并获得了2005年格莱美最佳节奏蓝调组合/合唱演绎奖。
秘密日记还曾作一度与如果没有你作为双A单曲发行。这首歌曲的混音版本Hani Mix帮助秘密日记在2004年底登顶了告示牌舞曲榜冠军，也是艾丽西亚迄今以来唯一一首舞曲榜冠军单曲。这首歌同时也取得了告示牌热门单曲榜第8名，热门节奏蓝调/嘻哈排行榜亚军的好成绩。
这首歌的音乐录影带由Lamont "Liquid" Burrell, Rod Isaacs, Jeff Robinson和Brian Campbell共同执导，包含了2004年Verizon Ladies First巡演的一些现场片段，以及2005年艾丽西亚秘密日记巡演的片段Tony! Toni! Toné!没有出现在MV版本中。取而代之的是Jermaine Paul在这首歌歌词中艾丽西亚告诉了歌迷一个特别的电话号码489-4608，据艾丽西亚的发言人Lois Najarian表示，这是艾丽西亚原先住在纽约时的电话。